# Наго-Торболе
Наго-Торболе (итал. Nago-Torbole) — коммуна в Италии, располагается в провинции Тренто области Трентино-Альто-Адидже.
Население коммуны составляет 2822 человека (2021 г.), плотность населения составляет 82 чел./км². Занимает площадь 28 км². Почтовый индекс — 38060. Телефонный код — 0464.
Покровителем коммуны почитаются святой апостол Андрей и святой Вигилий из Тренто. Праздник ежегодно празднуется 30 ноября.

## Демография
Динамика населения:

## Известные уроженцы
- Гаццолетти, Антонио (1813—1866) — итальянский поэт, драматург, журналист, эссеист, либреттист, юрист, участник Рисорджименто, видный деятель революции 1848 года.